# دامینیک سوین
دامینیک سوین (به انگلیسی: Dominique Swain؛ زادهٔ ۱۲ اوت ۱۹۸۰) هنرپیشه اهل ایالات متحده آمریکا است. وی از سال ۱۹۹۷ میلادی تاکنون مشغول فعالیت بوده‌است.

## زندگی‌نامه
سوین در ۱۲ اوت ۱۹۸۰ در ملیبو، کالیفرنیا متولد و بزرگ شد. مادرش، سیندی، خواننده و پدرش، دیوید سوین، مهندس برق بود. او دو خواهر و یک برادر ناتنی از ازدواج اول پدرش دارد. او در طی دوران دبیرستان خود به ورزش، هنر و موسیقی علاقه‌مند بود. او پس از فارغ‌التحصیلی از دانشگاه حرفه خود را با بدلکاری آغاز کرد. سرانجام او در پانزده‌سالگی از بین ۲۵۰۰ نفر شرکت‌کننده در تست بازیگری فیلم لولیتا (۱۹۹۷) برای بازی در نقش اصلی انتخاب شد.

## گزیده فیلم‌شناسی

### فیلم
| سال  | عنوان                 | نقش             | یادداشت |
| ---- | --------------------- | --------------- | ------- |
| ۱۹۹۷ | تغییر چهره            | جیمی آرچر       |         |
| ۱۹۹۷ | لولیتا                | لولیتا          |         |
| ۱۹۹۸ | دختر                  | آندره           |         |
| ۲۰۰۰ | کارآموز               | جوسلین          |         |
| ۲۰۰۱ | تارت                  | کت‌ استورم       |         |
| ۲۰۰۱ | چادرنشینان شاد        |                 |         |
| ۲۰۰۲ | مرده در آب            |                 |         |
| ۲۰۰۲ | بهترین دوست جدید      |                 |         |
| ۲۰۰۲ | کدو تنبل              |                 |         |
| ۲۰۰۳ | شغل                   | امیلی رابین     |         |
| ۲۰۰۵ | بلعیدن                | داکوتا          |         |
| ۲۰۰۶ | آلفا داگ              | سوسان           |         |
| ۲۰۰۷ | اقیانوس آرام و گردابی | چلسی            |         |
| ۲۰۰۷ | مری مرده              |                 |         |
| ۲۰۰۷ | مرده سقوط کن          |                 |         |
| ۲۰۰۸ | دشنه                  |                 |         |
| ۲۰۰۸ | تب چمنزار             |                 |         |
| ۲۰۱۰ | سمی                   |                 |         |
| ۲۰۱۰ | جاده‌ای به هیچ‌جا       | ناتالی          |         |
| ۲۰۱۲ | دختری با چشم غیرمسلح  |                 |         |
| ۲۰۱۲ | نازی‌ها در مرکز زمین   | دکتر پیچ مورگان |         |
| ۲۰۱۳ | رؤیای آبی             |                 |         |
| ۲۰۱۵ | بدون سپرده            | دختر            |         |
| ۲۰۱۵ | ترافیک پوست           |                 |         |
| ۲۰۱۷ | گسترش تاریکی          | فیونا           |         |
| ۲۰۱۹ | تپه امینانس           | گرتچن           |         |
| ۲۰۱۹ | اولین تولد            | اینگرید         |         |

### نماهنگ
| سال  | عنوان                       | هنرمند      |
| ---- | --------------------------- | ----------- |
| ۱۹۹۸ | لالایی                      | شاون مولینس |
| ۲۰۰۲ | همه ما از ستاره ساخته‌شده‌ایم | موبی        |
| ۲۰۰۷ | راک‌استار                    | نیکل‌بک      |

## جوایز
| سال  | جایزه                                                     | کار                   | نتیجه    |
| ---- | --------------------------------------------------------- | --------------------- | -------- |
| ۱۹۹۸ | جایزه ساترن بهترین بازیگر زن جوان                         | لولیتا                | نامزدشده |
| ۱۹۹۸ | جوایز انجمن منتقدان فیلم شیکاگو خوش‌آتیه‌ترین بازیگر زن     | لولیتا                | نامزدشده |
| ۱۹۹۹ | جایزه سینمایی ام تی وی بهترین بوسه (مشترک با جرمی آیرونز) | لولیتا                | نامزدشده |
| ۱۹۹۹ | جایزه هنرمند جوان بهترین بازیگر                           | لولیتا                | پیروز    |
| ۱۹۹۹ | جایزه ستاره جوان بهترین بازیگر زن جوان                    | لولیتا                | نامزدشده |
| ۲۰۰۷ | جشنواره فیلم سن دیگو بهترین بازیگر زن                     | اقیانوس آرام و گردابی | پیروز    |
| ۲۰۰۷ | جشنواره فیلم سیلور‌لیک بهترین بازیگر زن                    | اقیانوس آرام و گردابی | پیروز    |